# Villapark (Eindhoven)
Villapark is een buurt het stadsdeel Tongelre in de stad Eindhoven. De wijk ligt in het oosten van het Centrum, binnen de Ring. Het ligt in de wijk De Laak. Op 1 januari 2023 telde de buurt 2.465 inwoners, verdeeld over 1.165 woningen, met een gemiddelde WOZ-waarde van € 602.000, op een oppervlakte van 0,56 km². 
Begin 20e eeuw begonnen Eindhovenaren zich op (toen nog) Tongelres grondgebied te vestigen. Trendsetter was Anton Philips die in 1907 villa De Laak bouwde. Daarna kwamen er andere villa's van fabrikanten bij en later volgde woningbouw voor het hogere Philips-personeel. Zo ontstond het Villapark. Tegenwoordig doen de meeste villa's dienst als kantoor.
Het Villapark is een beschermd stadsgezicht. Een markant gebouw in de wijk is basisschool Reigerlaan (rijksmonument).

## Foto's

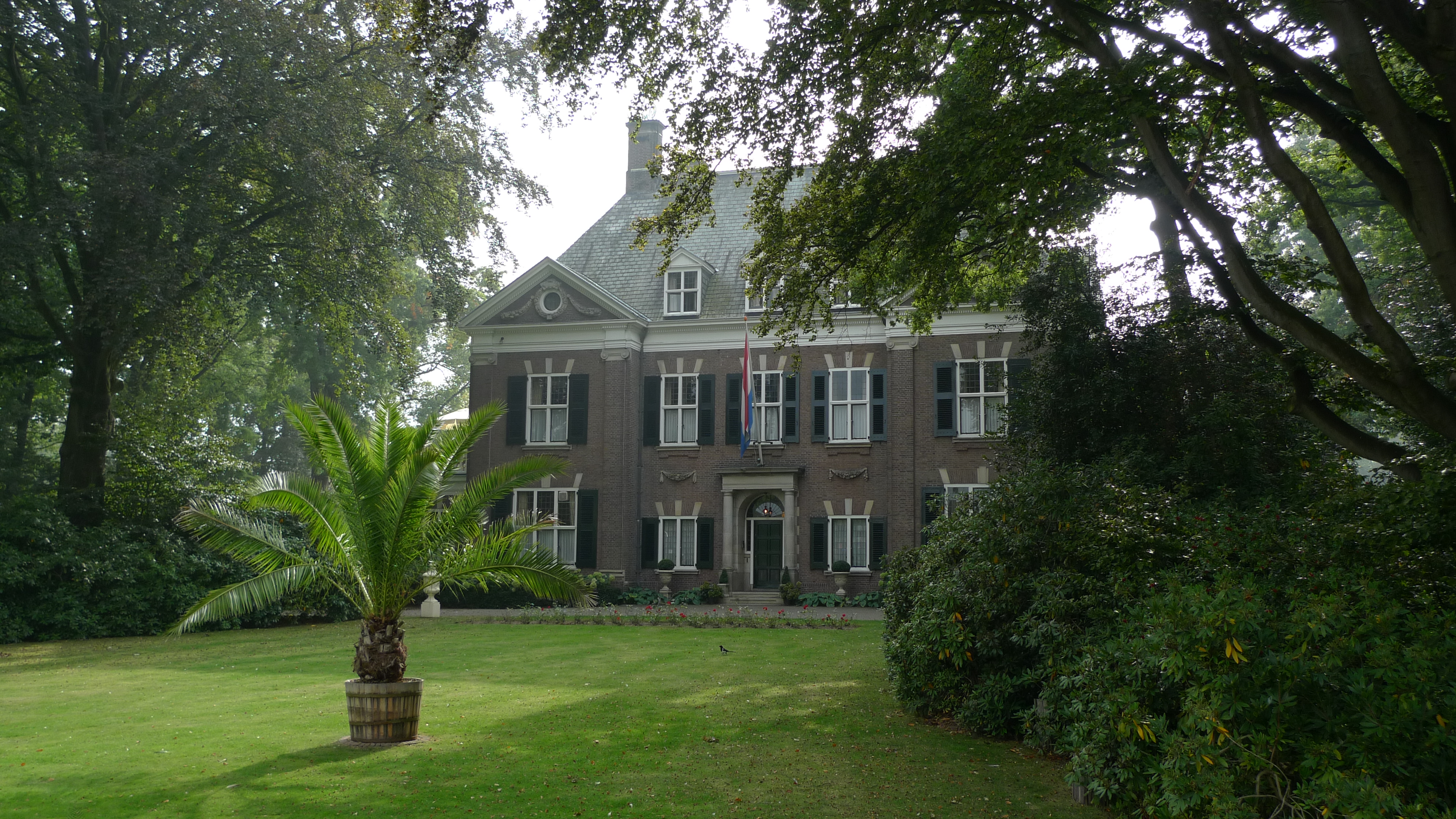
Villa De Laak
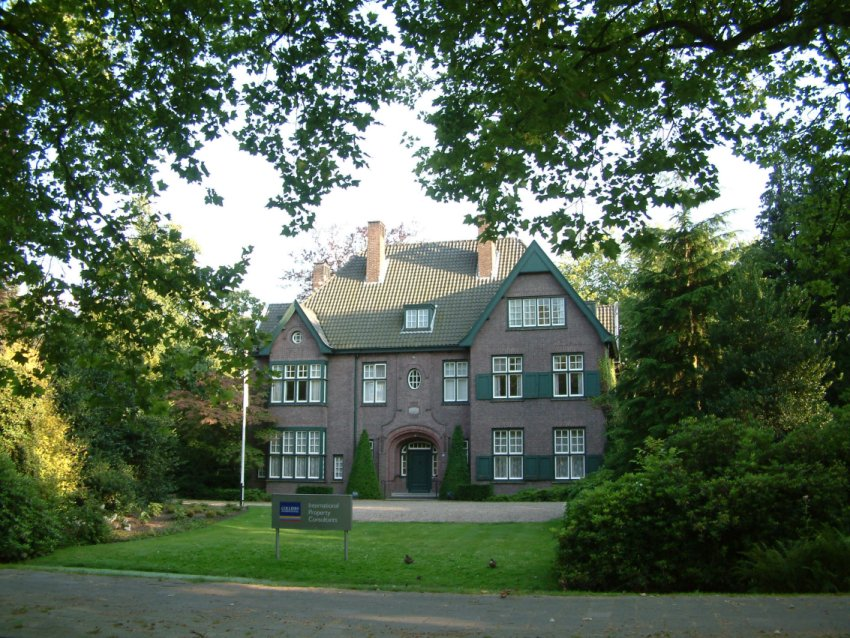
Gran Ville
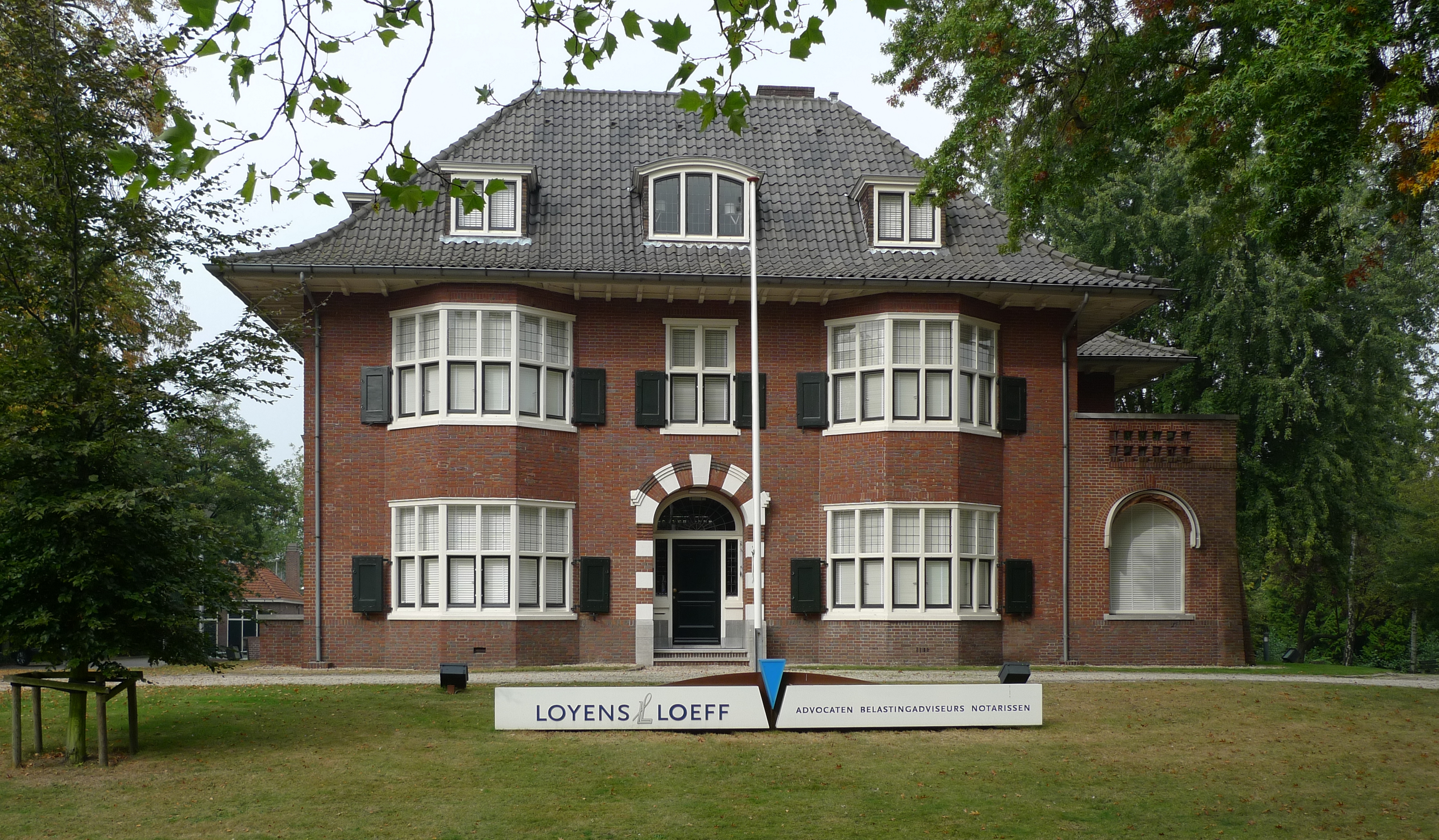
Huize De Gooren